# 1387 Kama
För andra betydelser, se Kama.
1387 Kama eller 1935 QD är en asteroid i huvudbältet, som upptäcktes den 27 augusti 1935 av den ryska astronomen Pelageja Sjajn vid Simeizobservatoriet på Krim. Den har fått sitt namn efter floden Kama, en biflod till Volga.
Asteroiden har en diameter på ungefär 7 kilometer.